# Pressione interstiziale
Col termine pressione interstiziale dell'acqua ci si riferisce alla pressione delle acque sotterranee all'interno di un terreno o roccia, in spazi vuoti tra le particelle (pori).
La pressione interstiziale al di sotto del livello freatico (vedi anche le falde acquifere) vengono misurate tramite piezometri. Una distribuzione verticale della pressione dell'acqua nelle falde acquifere permette in genere di ipotizzare di essere vicino alla idrostatica.
Nelle zone insature, la pressione dei pori è determinata per capillarità ed è indicata anche come tensione, come pressione di aspirazione o matriciale. La pressione interstiziale in condizioni insature è misurata con tensiometri.
La pressione dell'acqua interstiziale (a volte abbreviato in PWP) è fondamentale per il calcolo dello stato di tensione nella meccanica delle terre, tramite la formula di Terzaghi per le tensioni efficaci di un terreno.